# Heather Mitts
Heather Blaine Mitts Feeley (* 9. Juni 1978 als Heather Blaine Mitts in Cincinnati, Ohio) ist eine ehemalige US-amerikanische Fußballspielerin.

## Leben und Karriere

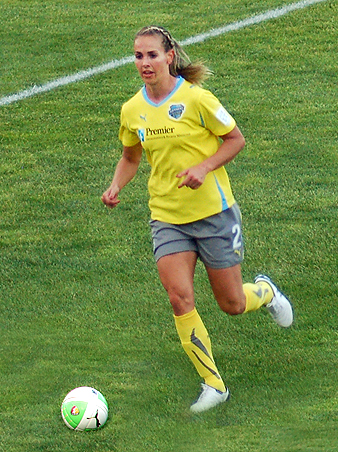
Mitts im Dress der Philadelphia Independence, Mai 2010

Während ihrer High-School-Zeit spielte sie für das Team der St. Ursula Academy. Mit einem Sportstipendium studierte sie an der University of Florida in Gainesville, Florida und spielte von 1996 bis 1999 für das Universitätsfußballteam Florida Gators in der National Collegiate Athletic Association (NCAA). Als Teil der Abwehrkette half sie den Gators 1998 die erste NCAA Women’s Soccer Championship zu gewinnen. Nach dem College-Abschluss im Jahr 2000 spielte sie für Tampa Bay Extreme in der W-League, während sie auf die neue Women’s United Soccer Association-Liga wartete. Nach dem Start der WUSA wurde sie für Philadelphia Charge gedraftet und spielte bis zum Ende der WUSA 51-mal für Philadelphia. 2005 wechselte Mitts zu Central Florida Krush in die W-League, für die sie aber nur viermal spielte. Mit dem Start der neuen Women’s Professional Soccer Saison im Jahr 2009, wechselte sie zu den Boston Breakers. Im Oktober 2009 erfolgte der Wechsel zu den Philadelphia Independence, für die sie in der Saison 2010 spielte und das Playoff-Finale gegen FC Gold Pride erreichte. Zur Saison 2011 wechselte sie zu Atlanta Beat.
1999 gewann sie mit der U-21 den Nordic Cup. Ihr erstes von 137 A-Länderspielen machte sie am 24. Februar 1999 beim 3:1 gegen Finnland. Es blieb für zwei Jahre das einzige Länderspiel und auch in den folgenden drei Jahren kam sie nur zu jeweils ein (2001 und 2002) bzw. zwei (2003) Kurzeinsätzen. Erst 2004 wurde sie Stammspielerin und kam in 28 Spielen zum Einsatz. Ihr erstes Länderspieltor war das spielentscheidende 1:0 am 3. Juli 2004 gegen Kanada. Auch ihr zweites und letztes Länderspieltor war spielentscheidend: In der Nachspielzeit erzielte sie am 25. September 2004 das 4:3 gegen Island.
2004 gehörte sie zum siegreichen US-Team beim Algarve-Cup und auch zum Kader für die Olympischen Spiele, der in Athen zum zweiten Mal Gold für die USA holte. Auch 2005 konnte sie mit dem US-Team den Algarve-Cup gewinnen und kam zu acht Einsätzen in neun Länderspielen.
Das Jahr 2007 begann für sie mit dem erneuten Gewinn des Algarve-Cups. Ein Kreuzbandriss im Mai im Spiel gegen Kanada verhinderte aber ihre erste WM-Teilnahme, so dass sie erst wieder im April 2008 zum Einsatz kam und bis Ende 2009 alle Länderspiele mitmachte.
2008 konnte sie bei den Olympischen Spielen in Peking mit dem US-Team erneut Gold gewinnen.
Am 11. März 2009 bestritt sie beim Endspiel des Algarve Cups gegen Schweden (1:1 n. V. 3:4 i. E.) ihr 100. Länderspiel.
2010 kam sie trotz einiger kleinerer Verletzungen in 10 Spielen zum Einsatz, u. a. beim Algarve-Cup und beim CONCACAF Women’s Gold Cup 2010, wo die US-Mannschaft überraschend nur Dritter wurde und die direkte Qualifikation für die WM 2011 verpasste, sowie den dadurch notwendigen Playoff-Spielen gegen Italien.
2011 gehörte sie nicht zum Kader der den Algarve-Cup gewann, wurde aber für die Weltmeisterschaft 2011 in Deutschland nominiert. Als einzige Feldspielerin des US-Teams und einzige WM-Teilnehmerin mit mehr als 100 Länderspielen, kam sie aber zu keinem Einsatz. Am 22. September 2011 kam sie im Testspiel gegen Kanada wieder zum Einsatz.
2012 stand sie im Kader für das olympische Fußballturnier in London, wurde aber nur im Spiel gegen Kolumbien eingesetzt. Ihren letzten und 137. Einsatz für die Nationalmannschaft hatte sie am 15. Dezember 2012 beim 4:1 in Boca Raton gegen China.
Für die Saison 2013 erhielt sie in der neugegründeten National Women’s Soccer League, der höchsten amerikanischen Profiliga im Frauenfußball einen Kontrakt für die Boston Breakers. Am 13. März, also noch vor Saisonauftakt, gab sie aber ihren Rücktritt vom aktiven Sport bekannt.

## Privates
Im Juni 2002 wurde sie auf der Titelseite des Philadelphia Magazine als eine der „Sexiest Singles of the City“ abgebildet. 2004 erschien von ihr als erster Fußballspielerin eine 5-Seiten-Fotostrecke in der FHM. 2005 war sie im Sports Illustrated Swimsuit Issue mit ihrem Verlobten A. J. Feeley, Quarterback der St. Louis Rams zu sehen, den sie am 13. Februar 2010 heiratete.
Seit März 2013 gehört sie dem Kommentator- und Moderatoren Team von Philadelphia Union TV an. Vorher arbeitete sie bereits als Moderatorin und Kommentatorin für die Sender ABC/ESPN/ESPN2, für die sie von der Fußball-Weltmeisterschaft der Frauen 2003 berichtete. 2005 war sie Spielfeldreporterin in der Major League Soccer und beim College Football auf ESPN.
Einmal im Jahr veranstaltet Mitts ein Fußballtrainingscamp für Kinder- und Jugendliche in den USA.

## Erfolge
- NCAA Siegerin 1998
- Nordic Cup Gewinnerin 1999
- Olympiasiegerin 2004, 2008, 2012
- Algarve-Cup-Siegerin 2004, 2005, 2007, 2010

## Auszeichnungen
- Sexiest Player in der WUSA auf Playboy.com 2001
- ESPN.com’s “Sexiest Female Athlete” 2004